# Пластичност в еротизма
Пластичност в еротизма (на английски: erotic plasticity) е термин изкован от социлния психолог Рой Баумайстер през 2000 г. е степента, в която нечий сексуален импулс може да се променя от културни и социални фактори. Промените могат да възникнат по множество начини, като например по отношение на това какво е желано, степента на желанието и изразът на това желание. Например броя на сексуалните партньори, типа на сексуалните отношения и срещи, желаните сексуални дейности и желаните партньори се променят на базата на културни и норми. Някой има „висока пластичност на еротизма“, когато неговото сексуално желание лесно може да бъде повлияно от ситуационни, социални и културни влияния, докато някой с „ниска пластичност на еротизма“ има сексуално желание, което относително неизменчиво и неподдаваемо на промени. Докато високата и ниската пластичност на еротизма имат своите съответни преимущества, никоя от тях не трябва да се смята за предпочитане пред другата.
Като цяло се смята, че женската пластичност на еротизма е по-висока от тази на мъжете и по тази причина техните сексуални желания са повече социално гъвкави и отговарящи на отсрещни желания и знаци, отколкото на мъжете. Мъжете, от друга страна, остават относително неизменяеми по отношение на тези след пубертета, но също могат да бъдат повлияни от фактори като религия, култура и образование.

## Неконсистентности в поведението/мисленето
Според хипотезата на Баумайстер жените трябва да имат по-големи неконсистентности в поведението по отношение на сексуалност и дали съответно взимат участие в такива поведения. Все пак изследване от 2008 на Волф и Маисто показва, че тази тенденция има занижаване, заради промяната на традиционните джендърни роли в обществото.